# The Southern Review

The Southern Review est une revue littéraire éditée par la Louisiana State University. Elle fut fondée en 1935 conjointement par l’écrivain Robert Penn Warren, triple lauréat du Prix Pulitzer, auteur e.a. d’un roman devenu classique All the King's Men (trad. Fr.: les Fous du roi), et futur Poet Laureate of the United States, et par Cleanth Brooks, essayiste renommé, appartenant à l’école du New Criticism. La revue fut publiée jusqu’en 1942, puis, après 28 numéros, cessa de paraître, mais reprit en 1965.
La Southern Review a publié des œuvres de T. S. Eliot, W. H. Auden, Wallace Stevens, Aldous Huxley, Allen Tate, Erin McGraw, Katherine Anne Porter, Peter Matthew Hillsman Taylor, Eudora Welty, Randall Jarrell, Nelson Algren, Thomas Hardy, Tim Gautreaux, Rick Bass, R. T. Smith, Jean Stafford, Michael Kardos et nombre d’autres écrivains de premier plan.
La revue accueille d’une part des œuvres écrites qui lui sont soumises ― poésie, fiction, entretiens, essais, critiques de livres ―, d’autre part des extraits d’ouvrages plus étendus. 
Plus récemment, la Southern Review s’est ouverte aux arts visuels, et a remporté en 2006 le premier prix dans la catégorie « meilleure conception graphique » (« Best Journal Design ») au concours annuel international du CELJ (Council of Editors of Learned Journals, le Conseil américain des éditeurs de revues savantes).